# Prayer (альбом)
Prayer (стилизованно как PRAҰER) — дебютный студийный альбом немецкого диджея и продюсера Робина Шульца, выпущенный 19 сентября 2014 года. Альбом включает в себя синглы «Waves (Robin Schulz Remix)», «Prayer in C (Robin Schulz Remix)», «Willst du» и «Sun Goes Down».

## Синглы
- «Waves (Robin Schulz Remix)» (Mr. Probz) была выпущена 4 февраля 2014 года в качестве первого сингла. Оригинал был выпущен Mr. Probz 22 ноября 2013 года. Ремикс на песню сделал Робин Шульц. Песня возглавила чарты в Австрии, Германии, Венгрии, Норвегии, Швеции, Швейцарии и Великобритании, а также попала в десятку лучших в Канаде, Дании, Финляндии, Франции, Ирландии, Италии и Испании.
- «Prayer in C (Robin Schulz Remix)» (Lilly Wood & the Prick) была выпущена 6 июня 2014 год в качестве второго синглаа. Шульц выпустил песню с дуэтом «Lilly Wood & the Prick». Песня возглавила чарты в Австрии, Бельгии, Дании, Финляндии, Франции, Германии, Ирландии, Нидерландах, Норвегии, Испании, Швеции, Швейцарии и Соединенном Королевстве.
- «Willst du» была выпущена 22 августа 2014 года в качестве третьего сингла с альбома. Песня попала в чарты Австрии, Германии и Швейцарии.
- «Sun Goes Down» была выпущена 24 октября 2014 года в качестве четвёртого сингла. В песне присутствует вокал британской певицы Жасмин Томпсон. Песня достигла второго места в Германии и третьего места в Австрии и Швейцарии. Песня также попала в чарты Австралии, Бельгии, Финляндии, Франции, Испании и Швеции.

## Список композиций
| №   | Название                                                                                              | Автор(ы)                                                          | Продюсер(ы)                                                 | Длительность |
| --- | --- | ----------------------------------------------------------------- | ----------------------------------------------------------- | ------------ |
| 1.  | «Prayer in C» (Lilly Wood & The Prick и Робин Шульц) (Robin Schulz radio edit)                        | Бенджамин Котто Нили Хадида Пьер Гимар Робин Шульц                | Гимард Шульц [a]                                            | 3:09         |
| 2.  | «Willst du» (Робин Шульц и Alligatoah)                                                                | Лукас Стобель                                                     | Шульц                                                       | 3:10         |
| 3.  | «Sun Goes Down» (Робин Шульц при участии Жасмин Томпсон) (radio mix)                                  | Том Хэвлок Шульц                                                  | Шульц                                                       | 2:59         |
| 4.  | «No Rest for the Wicked» (Люкке Ли) (Robin Schulz edit)                                               | Бьорн Иттлинг Люкке Ли                                            | Иттлинг Ли Лассе Мартен [b] Шульц [a]                       | 3:21         |
| 5.  | «Rather Be» (Clean Bandit при участии Джесс Глинн) (Robin Schulz edit)                                | Грейс Чатто Джеймс Нейпир Джек Паттерсон Николь Маршалл           | Чатто Паттерсон Шульц [a]                                   | 3:12         |
| 6.  | «We Don’t Have to Take Our Clothes Off» (Lexer and Nico Pusch) (radio mix)                            | Нарада Майкл Уолден Престон Глэсс                                 | Лексер Нико Пуш                                             | 3:20         |
| 7.  | «House on Fire» (Robin Schulz and Me and My Monkey) (radio mix)                                       | Иман Х. Мехди                                                     | Менди Шульц                                                 | 3:20         |
| 8.  | «Taking Me Home» (HEYHEY) (radio mix)                                                                 | HEYHEY                                                            | HEYHEY                                                      | 3:02         |
| 9.  | «Never Know Me» (Робин Шульц и Dansir) (radio mix)                                                    | Даниэль Брунс Шульц                                               | Брунс Dansir Шульц                                          | 3:18         |
| 10. | «Snowflakes» (Pingpong и Робин Шульц) (radio edit)                                                    | Райан Лохон                                                       | Pingpong                                                    | 3:24         |
| 11. | «Waves» (Mr. Probz) (Robin Schulz radio edit)                                                         | Деннис Принсвелл Стер                                             | Шульц[a]                                                    | 3:27         |
| 12. | «Warm Minds» (radio mix)                                                                              | Шульц                                                             | Шульц                                                       | 3:24         |
| 13. | «Wrong» (radio mix)                                                                                   | Шульц                                                             | Шульц                                                       | 3:26         |
| 14. | «Summer Nights» (Scheinizzl and Chroph при участии Дэвида Лагедера) (radio mix)                       | Дэвид Лагедер Кристоф Шейнаст Флориан Шейнаст                     | К. Шейнаст Ф. Шейнаст                                       | 3:46         |
| 15. | «Spree Ahoi» (Томас Лиззара при участии Стивена Коултера) (radio edit)                                | Стивен Коултер Томас Лиззара                                      | Коултер Лиззара                                             | 4:00         |
| 16. | «Hier mit Dir (Robin Schulz Radio Mix)» (Tom Thaler and Basil и Робин Шульц) (Robin Schulz radio mix) | Мариус Фёрстер Том Ульрихс                                        | Бэзил Шульц [a]                                             | 3:16         |
| 17. | «Changes» (Faul & Wad Ad vs. Pnau) (Robin Schulz remix – radio edit)                                  | Ник Литтлмор Питер Мэйс Сэм Литтлмор                              | Шульц[a]                                                    | 3:24         |
| 18. | «A Sky Full of Stars» (Coldplay) (Robin Schulz edit)                                                  | Крис Мартин Гай Берримен Джонни Бакленд Уилл Чемпион Тим Берглинг | Coldplay Дэниел Грин Пол Эпуорт Рик Симпсон Авичи Шульц [a] | 3:15         |
| 19. | «Whatever» (Stil & Bense)                                                                             | Доктор Арне Бенс Томас Кунде                                      | Stil & Bense                                                | 3:18         |
| 20. | «In the Morning Light» (Алекс Шульц) (radio mix)                                                      | Алекс Шульц                                                       | Алекс Шульц                                                 | 3:17         |

| №   | Название                     | Длительность |
| --- | ---------------------------- | ------------ |
| 21. | «Prayer» (Continuous DJ Mix) | 1:17:55      |

Notes
- «Snowflakes» contains a sample of «Snowflakes» by White Apple Tree.
- ↑  ремиксер
- ↑  вокальный продюсер

## Чарты

### Недельные чарты
| Чарт (2014—2015)                        | Высшая позиция |
| --------------------------------------- | -------------- |
| Австралия (ARIA)                        | 37             |
| Австрия (Ö3 Austria)                    | 10             |
| Бельгия/Фландрия (Ultratop)             | 42             |
| Бельгия/Валлония (Ultratop)             | 42             |
| Дания (Hitlisten)                       | 30             |
| Нидерланды (Album Top 100)              | 54             |
| Финляндия (Suomen virallinen lista)     | 31             |
| Франция (SNEP)                          | 73             |
| Германия (Offizielle Top 100)           | 7              |
| Ирландия (IRMA)                         | 29             |
| Italian Albums (FIMI)                   | 98             |
| Норвегия (VG-lista)                     | 20             |
| Швеция (Sverigetopplistan)              | 18             |
| Швейцария (Schweizer Hitparade)         | 4              |
| Великобритания (UK Albums Chart)        | 86             |
| США (Billboard 200)                     | 42             |
| США (Billboard Dance/Electronic Albums) | 3              |

### Годовые чарты
| Чарт (2014)                        | Ранг |
| ---------------------------------- | ---- |
| German Albums (Offizielle Top 100) | 82   |
| Swiss Albums (Schweizer Hitparade) | 70   |

| Чарт (2015)                            | Ранг |
| -------------------------------------- | ---- |
| Australian Dance Albums (ARIA)         | 34   |
| Swedish Albums (Sverigetopplistan)     | 99   |
| Swiss Albums (Schweizer Hitparade)     | 51   |
| US Dance/Electronic Albums (Billboard) | 16   |

## Сертификации
| Регион | Сертификация | Продажи |
| --- | ------------ | ------- |
| Канада (Music Canada) | Платиновый   | 80 000  |
| Дания (IFPI Danmark) | Золотой      | 10 000  |
| Германия (BVMI) | Платиновый   | 200 000 |
| Норвегия (IFPI Norway) | Золотой      | 15 000* |
| Швейцария (IFPI Switzerland) | Золотой      | 10 000^ |
| Великобритания (BPI) | Золотой      | 100 000 |
| * Данные о продажах приведены только на основе сертификации. · ^ Данные о тиражах приведены только на основе сертификации. · Данные о продажах + прослушиваниях приведены только на основе сертификации. |              |         |

## История релиза
| Регион         | Дата             | Формат                 | Лейбл                       |
| -------------- | ---------------- | ---------------------- | --------------------------- |
| Австралия      | 19 сентября 2014 | CD цифровое скачивание |                             |
| Новая Зеландия | 19 сентября 2014 | CD цифровое скачивание | TONSPIEL Warner Music Group |
| Европа         | 19 сентября 2014 | CD цифровое скачивание | TONSPIEL Warner Music Group |
| Великобритания | 15 июня 2015     | CD цифровое скачивание | TONSPIEL Warner Music Group |